# MPLS (telekomunikacije)
 (engl. Multiprotocol Label Switching) je mehanizam visokih performansi u telekomunikacionim mrežama koji usmerava i prenosi podatke iz jednog čvora mreže u sledeći uz pomoć oznake (engl. label, nalepnice). MPLS olakšava stvaranje „virtualne veze“ između udaljenih čvorova. On može da enkapsulira pakete različitih mrežnih protokola, попут IP, ATM, SONET.
MPLS je visoko skalabilan mehanizam za prenos podataka. U MPLS mreži, paketima podataka su dodeljene labele (oznake). Odluke o prosleđivanju paketa se donose isključivo na osnovu sadržaja ove labele, bez potrebe da se ispita sam paket. Ovo omogućava napravljenje kola s jednog kraja na drugi kroz bilo koju vrstu transportnog medijuma, koristeći bilo koji protokol. Primarna prednost je da se eliminiše zavisnost od određene L2 tehnologije, kao što su ATM, Frame Relay, ili Eternet, i eliminišu potrebu za višestrukim L2 mrežama da bi opslužile različite vrste saobraćaja. MPLS pripada porodici mreža sa komutacijom paketa. MPLS radi na sloju OSI modela koji se generalno smatra da se nalaze između tradicionalne definicije sloja 2 (engl. Data Link Layer) i sloja 3 (engl. Network Layer), pa se često naziva "sloj 2,5" protokol (engl. "layer 2.5" protocol).
Dizajniran je bio da se obezbedi jedinstven servis prenosa podataka i za korisnike koje koriste mreže sa komutacijom kola i za korisnike koje koriste mreže sa komutacijom paketa. On se može koristiti za prenos više različitih vrsta saobraćaja, kako IP pakete, tako i ATM , SDH i Eternet frejmove. 
Različite tehnologije koje su prethodno bile razvijene u suštini su imale identične ciljeve, kao što su Frame Relay i ATM. MPLS tehnologije su evoluirale iz prednosti i mana ATM tehnologije. Mnogi mrežni inženjeri se slažu da bi ATM trebalo da bude zamenjen sa protokolom koji ima manje zaglavlje (engl. overhead), pružajući konekciono-orijentisane servise za promenljive dužine okvira (frejmova). MPLS trenutno zamenjuje neke od ovih tehnologija na tržištu. Veoma je moguće da će MPLS u potpunosti zameniti ove tehnologije u budućnosti.
MPLS je prepoznao da male ATM ćelije nisu potrebne u jezgru (engl. core) savremenih mreža, jer moderne optičike mreže (od 2008 godine) su toliko brze (od 40 Gb/s i više) da čak i kod paketa pune dužine od 1500 bajta ne utiče značajno na kašnjenje (potreba da se smanje takva kašnjenja, na primer za "real-time" saobraćaj je bio motiv za uvođenje malih ATM ćelija). U isto vreme, MPLS pokušava da sačuva „inženjering saobraćaja“ i kontrole „izvan opsega“ koje su prisutne kod Frame Relay i ATM-a i atraktivne su za primenu kod velikih mreža. 
Dok je upravljanje saobraćajem prednost za prelazak na MPLS (bolja pouzdanost, povećanje performansi), postoji značajan gubitak vidljivosti i pristupa u MPLS oblaku za IT odeljenja.

## Kako funkcioniše MPLS
MPLS označava pakete sa MPLS zaglavljem, i sadrži jedan ili više nalepnica (labela). Ovo se naziva label stek. Svaki label stek unos sadrži četiri oblasti: 
- Label - 20-bitna oznaka vrednosti labele
- - 3-bit polje klase saobraćaja (engl. Traffic Class) za QoS prioritet. MPLS QoS se mapira u Exp bitove u labeli a druga mogućnost je da se DSCP mapira u par
- S - 1-bit S – bit dna steka : 0 = ako iza date labele postoji još jedna labela, 1 = ako nema više labela
- TTL - 8-bit engl. Time to Live kao kod IP-a

Ulazne i izlazne tačke MPLS mreže se nazivaju LER (engl. Label Edge Router), koji utisne (push) MPLS oznaku na dolazni paket i ukloni (pop) MPLS oznaku na odlazni paket. Ruteri koje vrše rutiranje samo na osnovu labele zovu LSR (engl. Label Router Switching)

## Spoljašnje veze
- [https://web.archive.org/web/20080525105417/http://www.ietf.org/html.charters/mpls-charter.html
- [https://web.archive.org/web/20130125165635/http://www.broadband-forum.org/technical/ipmplstechspec.php